# Cerithioidea
Cerithioidea — надсемейство морских, солоноватоводных и пресноводных брюхоногих моллюсков из подкласса Ценогастроподы. Первоначальное название этого надсемейства было Cerithiacea, в соответствии с общепринятыми окончаниями названий надсемейств того времени.

## Экология
Cerithioidea — очень разнообразное надсемейство. Его представителей можно найти по всему миру, в основном в тропических и субтропических морях на скалистых приливных берегах, в зарослях морской травы и водорослевых ветвях, а также в эстуарных и пресноводных местообитаниях. Пресноводные виды встречаются на всех континентах, кроме Антарктиды. Они являются доминирующими представителями фауны моллюсков мангровых лесов, эстуарных илистых отмелей, быстрых рек и спокойных озёр.

## Ископаемые формы
Ископаемые останки представителей этого надсемейства можно проследить вплоть до раннего триаса, но они начали распространяться в основном в меловой период.

## Семейства
По данным World Register of Marine Species, на март 2024 года надсемейство включает 32 семейства:
1. Amphimelaniidae P. Fischer & Crosse, 1891
2. Batillariidae Thiele, 1929
3. Brachytrematidae Cossmann, 1906 †
4. Cerithiidae J. Fleming, 1822
5. Dialidae Kay, 1979
6. Diastomatidae Cossmann, 1894
7. Eustomatidae Cossmann, 1906 †
8. Hemisinidae P. Fischer & Crosse, 1891
9. Ladinulidae Bandel, 1992 †
10. Litiopidae Gray, 1847
11. Maoraxidae Bandel, Gründel & P. A. Maxwell, 2000 †
12. Melanopsidae H. Adams & A. Adams, 1854
13. Modulidae P. Fischer, 1884
14. Pachychilidae P. Fischer & Crosse, 1892
15. Paludomidae Stoliczka, 1868
16. Pelycidiidae Ponder & S. J. Hall, 1983
17. Pickworthiidae Iredale, 1917
18. Planaxidae J. E. Gray, 1850
19. Pleuroceridae P. Fischer, 1885 (1863)
20. Popenellidae Bandel, 1992 †
21. Potamididae H. Adams & A. Adams, 1854
22. Procerithiidae Cossmann, 1906 †
23. Propupaspiridae Nützel, Pan & Erwin, 2002 †
24. Prostyliferidae Bandel, 1992 †
25. Scaliolidae Jousseaume, 1912
26. Semisulcospiridae J. P. E. Morrison, 1952
27. Sherborniidae Iredale, 1917
28. Siliquariidae Anton, 1838
29. Thiaridae Gill, 1871 (1823)
30. Turritellidae Lovén, 1847
31. Zardinellopsidae Bandel, 2006 †
32. Zemelanopsidae Neiber & Glaubrecht, 2019